# نشان ملی جیبوتی
نشان ملی جیبوتی پس از استقلال از فرانسه در ۲۷ ژوئن ۱۹۷۷ معرفی شد. توسط حسن روبله ساخته شده است. در دو طرف شاخه‌های برگ بو قرار دارند. در این محیط نیزه‌ای عمودی وجود دارد که در جلوی آن سپری قرار دارد. در زیر سپر، دو دست دور از نیزه وجود دارد که هر دو یک ماشت بزرگ حمل می‌کنند. این دو دست نماد دو گروه قومی اصلی بومی است که مردم جیبوتی را تشکیل می‌دهند: عفارها و عیسی‌ها، و ریشه در اتیوپی و سومالی دارند. بالای نیزه یک ستاره قرمز قرار دارد. این ستاره نماد اتحاد میتن قوم عیسی و عفار است. قانون جیبوتی مهر را تعیین کرده و اهمیت آن را بیان می‌کند و به انگلیسی ترجمه شده است.

## نشان تاریخی

نشان امپراتوری عثمانی از ۱۸۴۶ تا ۱۸۸۲
نشان امپراتوری عثمانی از ۱۸۸۲ تا ۱۸۸۳
نشان ارتش خدیوی مصر از ۱۸۷۴ تا ۱۸۸۴
نشان امپراتوری روسیه از ۱۴ ژانویه تا ۵ فوریه ۱۸۸۹
نشان فرانسه از ۱۹۰۵ تا ۱۹۷۷
نشان فرانسه ویشی از ۱۹۴۰ تا ۱۹۴۲
نشان ملی بریتانیا از ۱۹۴۲ تا ۱۹۴۳
نشان فرانسه آزاد از ۱۹۴۳ تا ۱۹۴۴